# Sebourg
Sebourg é uma comuna francesa na região administrativa de Altos da França, no departamento do Norte. Estende-se por uma área de 14.23 km². Em 2010 a comuna tinha 2 007 habitantes (densidade: 141 hab./km²).